# ماریا نیو
ماریا ایاندولو نیو (۱۱ دسامبر ۱۹۲۸–۲۶ ژوئیه ۲۰۲۴) استاد پزشکی اطفال، ژنومیک و ژنتیک در مدرسهٔ پزشکی آیکان در ماونت ساینای در شهر نیویورک بود. او متخصص هایپرپلازی مادرزادی آدرنال (CAH) بود؛ بیماری ژنتیکی که غدهٔ فوق کلیوی را تحت تأثیر قرار می‌دهد و می‌تواند بر رشد جنسی تأثیر بگذارد.